# Badminton op de Gemenebestspelen 2014
Badminton is een van de sporten die beoefend werden tijdens de Gemenebestspelen 2014 in Glasgow. Het badmintontoernooi vond plaats van 24 juli tot en met 3 augustus in de Commonwealth Sports Arena.

## Medailles

### Medaillewinnaars
| Onderdeel         | Goud | Goud | Zilver | Zilver | Brons | Brons |
| ----------------- | ---- | --- | ------ | --- | ----- | --- |
| Mannenenkelspel   | IND  | Kashyap Parupalli | SGP    | Derek Wong | IND   | Gurusai Dutt |
| Mannendubbelspel  | MAS  | Tan Wee Kiong Goh Wei Shem | SGP    | Danny Bawa Chrisnanta Chayut Triyachart | ENG   | Chris Langridge Peter Mills |
| Vrouwenenkelspel  | CAN  | Michelle Li | SCO    | Kirsty Gilmour | IND   | Pusarla Venkata Sindhu |
| Vrouwendubbelspel | MAS  | Vivian Hoo Kah Mun Woon Khe Wei | IND    | Jwala Gutta Ashwini Ponnappa | ENG   | Gabrielle Adcock Lauren Smith |
| Gemengddubbelspel | ENG  | Chris Adcock Gabrielle Adcock | ENG    | Chris Langridge Heather Olver | SCO   | Robert Blair Imogen Bankier |
| Team              | MAS  | Chong Wei Feng Liew Daren Tee Jing Yi Woon Khe Wei Lai Pei Jing Lim Yin Loo Chan Peng Soon Vivian Hoo Kah Mun Tan Wee Kiong Goh V Shem | ENG    | Andrew Ellis Chris Adcock Chris Langridge Gabrielle Adcock Heather Olver Kate Robertshaw Lauren Smith Peter Mills Rajiv Ouseph Sarah Walker | SGP   | Huang Chao Chayut Triyachart Danny Bawa Chrisnanta Derek Wong Yao Lei Fu Mingtian Shinta Mulia Sari Terry Hee Vanessa Neo Yu Yan Liang Xiaoyu |

## Medailleklassement
| Plaats | Land      | Goud | Zilver | Brons | Totaal |
| 1      | Maleisië  | 3    | 0      | 0     | 3      |
| 2      | Engeland  | 1    | 2      | 2     | 5      |
| 3      | India     | 1    | 1      | 2     | 4      |
| 4      | Canada    | 1    | 0      | 0     | 1      |
| 5      | Singapore | 0    | 2      | 1     | 3      |
| 6      | Schotland | 0    | 1      | 1     | 2      |
| Totaal | Totaal    | 6    | 6      | 6     | 18     |